# Sílvio Malvezi
Sílvio Malvezi, né le 17 mars 1960, est un ancien joueur brésilien de basket-ball. Il évolue durant sa carrière au poste de pivot.

## Palmarès
- Champion des Amériques 1984
- Vainqueur des Jeux panaméricains de 1987
- Finaliste des Jeux panaméricains de 1983